# Skarø
Skarø – duńska wyspa leżąca na południe od Fionii, na cieśninie Mały Bełt. Administracyjnie należy do regionu Dania Południowa.
- powierzchnia: 1,97 km²
- ludność: 31 mieszkańców (2017 r.)[1]
- gęstość zaludnienia: 15,74 osób/km²

Wyspa posiada połączenie promowe ze Svendborgiem oraz wyspą Drejø.